# Muncelu Mic
Muncelu Mic – wieś w Rumunii, w okręgu Hunedoara, w gminie Vețel. W 2011 roku liczyła 124 mieszkańców.